# Tmesis
La tmesis o encabalgamiento léxico es un fenómeno lingüístico que consiste en la fragmentación de una palabra compuesta al intercalarse otra palabra entre sus elementos constituyentes o al mediar una pausa métrica que la separa en dos versos. En el caso de que se trate de esta última posibilidad, es un encabalgamiento extremo.
Es un término griego, τμῆσις, propio de la retórica grecolatina, que significa literalmente corte, separación, parte.

## Ejemplos
combidar le íen de grado

mas ninguno non osaba
Versos del 
Poema de mio Cid

la jeri aprenderá gonza siguiente

Verso de Francisco de Quevedo

## Griego antiguo
En griego antiguo casi siempre se usa el término tmesis erróneamente, porque se aplica a ocasiones en que no se ha producido necesariamente una separación del prefijo y el verbo simple; hoy se piensa más bien que la separación del preverbio y el verbo refleja una fase de la historia de la lengua en la que el prefijo todavía no se había unido al verbo simple.
Hay muchos ejemplos en los poemas de Homero, Iliada y Odisea, que conservan arcaísmos lingüísticos. Un ejemplo frecuente y muy citado es κατὰ δάκρυα λείβων kata dakrua leibōn "vertiendo lágrimas", en el cual el preverbio κατά katá (prefijo κατα- kata-) "hacia abajo" aún no se ha unido al participio λείβων leibōn "vertiendo". En el griego posterior estas palabras se combinan para formar el verbo compuesto καταλείβων kataleibōn "vertiendo (hacia abajo)".